# Magadan oblast
Magadan oblast är ett oblast i östra Ryssland med en yta på 461 400 km² och cirka 160 000 invånare. Huvudort är Magadan. 